# Kaple Panny Marie Milostivé v Grenelle
Kaple Panny Marie Milostivé v Grenelle (fr. Chapelle Notre-Dame-de-Grâce de Grenelle) je kaple v Paříži v 15. obvodu ve čtvrti Grenelle. Je součástí Kongregace sv. Vincenta z Pauly.

## Historie
Výstavba kaple probíhala v letech 1860–1861 a vysvěcena byla 8. prosince 1861 na svátek Narození Panny Marie. V roce 1866 zde kněz Pierre-Victor Braun (1825–1882) založil kongregaci sester Nejsvětějšího srdce Ježíšova.

## Architektura
Kaple byla vybudována v novorománském stylu. Průčelí má nad portálem pseudorománská okna a rozetu. Kaple je doplněna malou zvonicí.